# دي دي بيار دي 2
دي دي بيار دي 2 هو فيلم كوميدي رومانسي هندي باللغة الهندية من إخراج أنشول شارما وإنتاج تي سيريز و لوف فيلمز.  إنه تكملة لفيلم دي دي بيار دي لعام 2019 وبطولة أجاي ديفجان وآر مادهافان وراكول بريت سينغ.   تم إعادة جدولة الفيلم ليتم إصداره في 14 نوفمبر 2025، ومع ذلك، لم يكشف صناع الفيلم عن السبب الدقيق لتغيير تاريخ الإصدار. 

## حبكة
تبدأ القصة من حيث انتهى الفيلم السابق. في دور أشيش ميهرا، المستثمر غير المقيم البالغ من العمر 55 عامًا في لندن، الذي يقع في حب الفتاة المستقلة عائشة البالغة من العمر 31 عامًا، وتنشأ بينهما علاقة جدية للعيش معًا. يقرر آشيش بعد ذلك مقابلة عائلة عائشة للحصول على موافقتهم، بعد أن حصل مسبقًا على موافقة عائلته (في دي دي بيار دي). ما يلي هو حالة من التنافس المضحك بين أشيش ووالد عائشة. 

## الممثلون
- أجاي ديفجن في دور أشيش "أشو" ميهرا
- ر. مادهافان في دور ديف كورانا، والد عائشة
- راكول بريت سينغ في دور عائشة كورانا، ابنة ديف
- جيمي شيرجيل في دور فاكيل كابور
- ألوك ناث في دور فيريندرا ميهرا
- تابو في دور مانجو راو
- إنايات سود في دور ميشيتي
- تمنى بهاتيا في مظهر حجاب
- براكاش راج في ظهور قصير

## أصدر
كان من المقرر إصدار فيلم دي دي بيار دي 2 في يوم الخميس 1 مايو 2025 بالتزامن مع عطلة نهاية الأسبوع الطويلة لعيد العمال العالمي ويوم ماهاراشترا، ولكن تم إعادة جدولة الإصدار الآن ليتم إصداره في 14 نوفمبر 2025.

### توزيع
حصلت شركة ياش راج فيلم على حقوق التوزيع العالمية (بما في ذلك المملكة المتحدة).

## روابط خارجية
- دي دي بيار دي 2 على موقع IMDb (الإنجليزية)
- دي دي بيار دي 2 على موقع قاعدة بيانات الفيلم (الإنجليزية)
- دي دي بيار دي 2 على موقع ليتربوكسد (الإنجليزية)